# Ludwig Fredholm

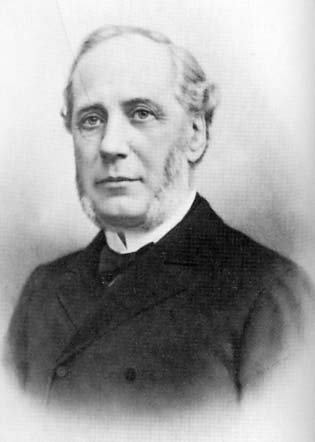
Ludvig Fredholm (1830–1891)

Ludvig Oscar Fredholm (* 17. September 1830 in Stockholm; † 17. Dezember 1891 ebenda) war ein schwedischer Industrieller und Geschäftsmann. 
Der Sohn des Reeders Per Adolf Fredholm und der Engländerin Mary Bairnes Burgman studierte in Rostock und diente viele Jahre in der familiären Werft und Segelflotte als Buchhalter. Am 2. Mai 1861 heiratete er in Arboga die Tochter eines vermögenden Händlers, Catharina Paulina Stenberg, mit der er die Söhne Erik Ivar Fredholm (1866–1927) und John Oscar Fredholm (1875–1926) hatte. Nachdem die Werft 1863 verkauft worden war, trat er in das Stockholmer Handels- und Bankhaus Guillemot & Weylandt ein, das aber 1878 der Finanzkrise zum Opfer fiel. 
1880 unternahm er eine Reise nach London, wo er die elektrische Straßenbeleuchtung kennenlernte, und begann, sich für Elektrizität zu interessieren. Zur Hochzeit von König Gustav V. am 16. September 1881 demonstrierte er Schwedens erste Straßenbeleuchtung aus 16 Brush-Bogenlampen, betrieben von einer Dampfmaschine. Etwas später verwendete er Swan-Glühlampen zur Straßenbeleuchtung. Er hatte den Zivilingenieur Georg (Göran) Wenström eingestellt. Neujahr 1882 hatten sie auf der Messe in Örebro eine weitere Demonstration. Hier trafen sie Georgs Bruder Jonas Wenström, der einen Gleichstromgenerator konstruiert hatte, für den er 1882 ein Patent erhielt. Da sich dieser als besser erwies, als die, die Fredholm aus England importiert hatte, erwarb Fredholm 1882 das Patent und gründete mit Jonas als technischem Berater am 17. Januar 1883 in Stockholm die Firma Elektriska Aktiebolaget (Elektrik AB). Die Produktion, mit Göran als Chefingenieur und Werkstattleiter, wurde nach Arboga verlegt, während Jonas seine Konstruktionsarbeiten in Örebro fortsetzte, wo ihm 1887 erhebliche Verbesserungen seines Dynamos gelangen. 1890 fusioniert die Firma mit Göran Wenströms Firma zu ASEA, in der sein Sohn John später Vorstandsvorsitzender wurde. Bis zu seinem Tod im Jahr 1891 war die Zahl der Mitarbeiter von sieben auf 69 gestiegen und die Lieferungen von Maschine von 16 auf 65.